# Morski sisavci
Naziv morski sisavci se koristi za sve sisavce koji su se ponovo prilagodili životu u vodi odnosno moru. Njihovi su preci bili sisavci koji su živjeli na kopnu. U tu skupinu spadaju kitovi, tuljani, morževi i morske krave. Dok tuljani i morževi još djelomično žive na kopnu i mogu se još njime kretati, kitovi i morske krave to više ne mogu. Ove grupe životinja nemaju bliže međusobne srodnosti.
Prilagodba životu u vodi obuhvaća razvoj više konvergentnih osobitosti. Tako su se kod svih njih prednji ekstremiteti razvili u peraje koje podsjećaju na vesla, dok su se zadnje noge ili potpuno izgubile kao kod kitova i morskih krava, ili se u vodi skupljaju jedna uz drugu i služe kao jedna repna peraja kod tuljana. Tu još dolazi i gotovo potpuni gubitak dlaka, izgradnja snažnog potkožnog masnog tkiva, kao i promjena sistema za disanje kako bi mogli provesti duže vrijeme pod vodom. Ovisno o definiciji, u tu bi se skupinu mogao ubrojati i bijeli medvjed čije latinsko ime Thalarctos maritimus također govori o njegovom načinu života u vodi i uz nju. On pokazuje visok stupanj prilagođenosti vodi kao životnom prostoru. Slično, to se odnosi također i na vidre. 

## Voda kao životni okoliš
More, odnosno voda uopće, je životni okoliš koji se značajno razlikuje od onog na kopnu, a pred organizme koji žive u tom okolišu postavlja sasvim specifične zahtjeve. To je kod organizama koji su tijekom evolucije napustile kopno i otišle u more dovelo do različitih prilagodbi bez kojih život u vodi ne bi bio moguć.

### Kretanje
Najočitiju razliku pri tome predstavlja medij voda sam po sebi, svejedno da li je u pitanju more ili slatka voda. Voda ima veliki potisak, a uz to istovremeno i značajno višu viskoznost od zraka koji okružuje kopnene životinje. Da bi mogle živjeti u vodi, te životinje prvo moraju naći način trajnog boravka u vodi, a zatim i mogućnost kretanja u njoj.
Većina kopnenih životinja može manje ili više dobro plivati. Životinje koje žive u vodi ovu osnovnu osobinu su dopunile promjenom ekstremiteta i drugih dijelova tijela. Tako su mnoge takve vrste razvile plivaće kožice između prstiju svih četiri ekstremiteta što im omogućuje potisak veće količine vode. Plivaće kožice imaju i neki sisavci koji ne žive trajno u vodi. Tako ih imaju australski čudnovati kljunaši, neke vrste glodavaca kao na primjer dabrovi, neki kukcožderi kao što su desmani (Desmaninae), ili neke zvijeri kao što su vidre. Uz to, kao pomoć za kretanje i upravljanje kretanjem u vodi, neke su životinje u tu svrhu preoblikovale rep, a osim toga, svi sisavci koji žive u vodi imaju tijelo oblikovano na način da izaziva najmanji mogući otpor vode.
Sljedeći stupanj prilagođavanja životu u vodi je preoblikovanje cijelih okrajina (šake, stopala) prednjih i zadnjih ekstremiteta u peraje. Pri tome prsti više nisu međusobno povezani tankom plivaćom kožicom, nego su potpuno integrirani u mišićnu strukturu i ne vide se više kao samostalne strukture. Ovaj oblik preoblikovanja dogodio se među sisavcima kao konvergencija samo unutar tri grupe, perajara, morskih krava i kitova. Sve ove grupe su s kopna prešle na potpuni život u moru, a samo neke rijetke vrste kitova i tuljana su se odlučile na novi korak, potpuni prelazak na život u slatkoj vodi. 
Ovo preoblikovanje najmanje je napredovalo, od svih morskih sisavaca, kod perajara. Kod njih prednje noge predstavljaju peraje s potpuno prisutnim zrakama svih pet prstiju. Zraka prvog prsta je pri tome značajno duža i snažna, a ostale se ravnomjerno skraćuju. I zadnji ekstremiteti imaju svih pet zraka, a tu su dvije vanjske zrake značajno duže. Plivaće kožice su duže od zraka prstiju a podržavaju ih hrskavičasto tkivo. Kretanje, a time i korištenje peraja je kod dvije grupe tuljana različito: dok ušati tuljani koriste prednje peraje za kretanje u vodi a zadnje koriste samo za upravljanje i podupiranje, pravi tuljani koriste zadnje ekstremitete koji su se pomakli prema završetku tijela za kretanje, a prednje za upravljanje i podršku. 
Prednje noge morskih krava oblikovale su se kao vesla, i izvana se uopće ne naslućuju zrake prstiju. Ova "vesla" pokretljiva su i u laktu i u zapešću. Zadnje noge su se potpuno izgubile, a rep je postao veliko "kormilo". Rep je kod ove životinje koja vrlo sporo pliva glavni organ kretanja, dok prednje peraje služe kormilarenju u vodi. 
U prilagođavanju životu u vodi najdalje su otišli kitovi. I kod njih u cijelosti nedostaju zadnji ekstremiteti, a prednje noge su se oblikovale u velike peraje oblika vesla. No, različito od morskih krava, njigove peraje su pokretne samo u ramenom zglobu, dok zglobova lakta i zapešća više nemaju. Vanjski prsti su im jako skraćeni, srednji prsti su vrlo dugi i imaju povećan broj kostiju prstiju, čak do četrnaest. Rep je kod svih kitova postavljen vodoravno i služi za kretanje. Kod kitova se pojavljuje dodatna peraja na leđima koja pomaže životinji stabiliziranje u vodi. To je neparna, nepokretna struktura na sredini leđa koju podržava vezivno tkivo i hrskavica.

### Disanje
Sisavci dišu plućima, što znači da im za disanje treba kisik iz zraka. Nijedan sisavac ne može disati pod vodom jer nema škrge. Zbog toga sisavci koji žive u moru moraju u pravilnim razmacima izlaziti na površinu. Pod vodom se najduže mogu zadržati kitovi. To su im omogućili neki fiziološki procesi kao i promjene pluća i drugih organa.
Nosnice kod kitova su se pomjerile prema vrhu glave, zbog čega za udisanje nije potrebno da potpuno izrone. Kod svakog izdaha i udaha ove životinje u potpunosti izmijene 80 do 90 posto sadržaja pluća (ta izmjena kod drugih kopnenih sisavaca iznosi 10 do 15%). Pluća im imaju dvostruku mrežu kapilara što inače imaju još samo morske krave i čudnovati kljunaši. To im omogućuje da iz udahnutog zraka preuzmu dvostruku količinu kisika. U odnosu na kopnene sisavce, oni samo neznatan dio od 9 % kisika pohranjuju u plućima. Pretežni dio od oko 82% je vezan u mioglobinu u mišićima, a preostali dio kruži krvotokom. Za usporedbu, pluća kopnenih sisavaca sadrže oko 34% kisika, a mišići samo 25%. Kako bi, pored toga, kisik bio učinkovito transportiran, imaju dva do tri puta veću relativnu količinu krvi (prema kilogramu tjelesne težine) nego kopneni sisavci.
Kod boravka pod vodom potreba za kisikom smanjuje se dodatno usporavanjem krvotoka kao i srčane aktivnosti kitova. Pored toga, pojedini organi i dijelovi tijela odvajaju se od krvotoka. Ove posebnosti omogućuju kitovima dijelom i jako duge boravke pod vodom. Tako neki brazdeni kitovi rone do 40 minuta, ulješure do 90 minuta, dok sjeverni i južni čelasti kitovi mogu roniti i do dva sata. Uz to, ulješure zaranjaju i dublje od 3.000 metara.

### Slanost
Zbog velike količine soli morski organizmi, čija tjelesna tekućina ima osjetno nižu koncentraciju soli, moraju izbaciti višak soli. Pri tome, ne smiju izgubiti previše tekućine iz tijela. To za sisavce znači, da njihovi bubrezi moraju izlučivati vrlo koncentrirani urin.

### Hrana
Prehrana u moru može se zasnivati na raličitim osnovama. Jednako kao i kod sisavaca koji žive na kopnu, i morski sisavci se dijele na biljoždere i mesoždere. Morske krave su biljožderi čija hrana se sastoji od morskih trava i vlaknastih algi koju pasu. Tu hranu usitnjuju krupnim zubima koji su upavo tome i namijenjeni.
Većina perajara i kitova zubana svojim gubicama love ribe i druge morske životinje. Obje grupe životinja razvile su jednake šiljaste zubeneophodne za držanje lovine, a kod nekih vrsta kitova zubana imaju ulogu svojevrsne vrše. Neke druge vrste zubana, kao kljunasti kitovi i različite vrste dupina su se specijalizirali za lov na glavonošce, prije svega lignje. Oni imaju manji broj zuba koji su veliki i služe za čvrsto držanje plijena.
Najveću prilagodbu prošli su kitovi koji se hrane krilom. Te vrste žive u ogromnim jatima (često nazvanim i plovama) i čine prehrambenu osnovicu usatih kitova. Ovi kitovi, koji spadaju u najveće živuće životinje na svijetu, razvili su svojevrsnu "košaru" od usi, koje su se zamijenile kod nih zube. Kad love, ovi kitovi uzimaju ogromne količine vode zajedno s račićima u njoj u usta, i kod istiskivanja vode kroz usi, račići ostaju ulovljeni u usima i kit ih može progutati.

## Konvergencija
Kao što je uvodno prikazano, kod ovog prilagođavanja sisavaca životu u vodi odvijao se tijekom evolucije konvergentni razvoj nezavisno kod svake grupe. Tri grupe morskih sisavaca vode porijeklo od vrlo različitih skupina kopnenih sisavaca. Tako su se perajari razvili unutar grupe zvijeri kao sestrinska grupa medvjeda. Najbliži srodnici morskih krava su slonovi i pećinari. Srodstvo kitova još uvijek nije nedvosmisleno razjašnjeno, no prema sadašnjim spoznajama vode porijeklo od parnoprstaša, a najbliži recentni srodnici su im vjerojatno nilski konji.
Slične prilagodbe životu u vodi mogu se vidjeti i kod drugih kopnenih kralježnjaka koji nisu sisavci. Tako su se među pticama pingvini kao i morskovodnice i još neki izumrli gmazovi prilagodili životu u vodi. Pri tome su dobili aerodinamični oblik tijela i prilagodili ekstremitete oblikom i funkcijom kretanju pod vodom.

## Razlozi za promjenu životnog okoliša
Veliki razlog za promjenu životne sredine, odnosno povratak s kopna natrag u more je korištenje novog resursa i izbjegavanje konkurencije na kopnu. Ovo se odnosi prije svega na hranu u moru koju su rani oblici današnjih morskih kralježnjaka mogli koristiti bez konkurencije. Postepenim prilagođavanjem i usvajanjem ključnih osobina kao što su razvoj plivaćih kožica, promjena oblika tijela i drugih osobina, ove životinje su uspjevale, tijekom evolucije neprekidno prodirati dublje i dalje u more od svojih konkurenata. Tako su se oblikovali prijelazni oblici koji su bili preci današnjih stanovnika mora.